# Герои Социалистического Труда Брестской области
В настоящий список включены:

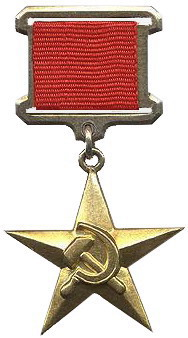
Золотая медаль «Серп и Молот»

- Герои Социалистического Труда (в том числе двое дважды Героев), на момент присвоения звания проживавшие на территории современной Брестской области, — 64 человека; в их числе Герои, которые награждены на территории районов бывшей Барановичской области, входящих с 1954 года в состав Брестской области — 3 человека (отмечены звёздочкой);
- уроженцы Брестской области, удостоенные звания Героя Социалистического Труда в других регионах СССР, — 28 человек;
- Герои Социалистического Труда, прибывшие на постоянное проживание в Брестскую область, — 3 человека;

Вторая и третья части списка могут быть неполными из-за отсутствия данных о месте рождения и проживания ряда Героев.
В таблицах отображены фамилия, имя и отчество Героев, должность и место работы на момент присвоения звания, дата Указа Президиума Верховного Совета СССР, отрасль народного хозяйства, место рождения/проживания, а также ссылка на биографическую статью на сайте «Герои страны». Формат таблиц предусматривает возможность сортировки по указанным параметрам путём нажатия на стрелку в нужной графе.

## История
Впервые звание Героя Социалистического Труда на территории современной Брестской области было присвоено Указом Президиума Верховного Совета СССР от 30 марта 1949 года троим работникам совхоза «Вольно-Чернихово» Городищенского района на тот момент Барановичской области Н. Л. Веленько, В. М. Качерге и Н. Л. Светлику за получение высоких урожаев семян клевера в 1948 году.
Подавляющее большинство Героев Социалистического Труда в области приходится на работников сельского хозяйства — 51 человек; транспорт — 3; лёгкая промышленность, строительство, мелиорация, госуправление — по 2; автодорожная отрасль, здравоохранение, образование — по 1.

## Лица, удостоенные звания Героя Социалистического Труда в Брестской области
| № | Фамилия, имя, отчество     | Даты жизни              | Деятельность                                                                     | Дата присвоения       | Отрасль | Место рождения   | ГС       |
| - | -------------------------- | ----------------------- | -------------------------------------------------------------------------------- | --------------------- | ------- | ---------------- | -------- |
| 1 | Бедуля Владимир Леонтьевич | 24.05.1927 — 29.07.2017 | Председатель колхоза «Советская Белоруссия» Каменецкого района Брестской области | 08.04.1971 23.05.1987 | сельхоз | Каменецкий район | [ ГС 1 ] |
| 2 | Ралько Владимир Антонович  | 30.07.1922 — 29.11.2006 | Председатель колхоза «Оснежицкий» Пинского района Брестской области              | 18.01.1958 23.02.1976 | сельхоз | *Минская область | [ ГС 2 ] |

| №  | Фамилия, имя, отчество               | Даты жизни              | Деятельность | Дата присвоения | Отрасль         | Место рождения       | ГС        |
| -- | ------------------------------------ | ----------------------- | --- | --------------- | --------------- | -------------------- | --------- |
| 1  | Агейчик Сергей Прокофьевич           | 17.07.1924 — 28.02.2004 | Шофёр мостостроительного района № 3 Министерства строительства и эксплуатации автомобильных дорог Белорусской ССР, Брестская область                                                   | 04.05.1971      | автодор         | Ивацевичский район   | [ ГС 3 ]  |
| 2  | Бабко Александр Митрофанович         | 12.02.1932 — 09.04.2021 | Бригадир колхоза «Победа» Барановичского района Брестской области | 13.12.1972      | сельхоз         | Барановичский район  | [ ГС 4 ]  |
| 3  | Белевец Анна Андриановна             | 20.07.1920 — 24.03.1995 | Звеньевая по выращиванию кукурузы колхоза «Октябрь» Каменецкого района Брестской области                                                                                               | 07.03.1960      | сельхоз         | Каменецкий район     | [ ГС 5 ]  |
| 4  | Брызга Лидия Дмитриевна              | 06.05.1943 — 14.05.2014 | Оператор машинного доения колхоза имени Жданова Брестского района Брестской области | 16.03.1981      | сельхоз         | Брестский район      | [ ГС 6 ]  |
| 5  | Букшта Николай Васильевич            | 05.07.1931 — 15.07.1994 | Тракторист колхоза «Большевик» Ивацевичского района Брестской области | 30.04.1966      | сельхоз         | Ивацевичский район   | [ ГС 7 ]  |
| 6  | Булова Валентина Павловна            | 23.03.1941 — 18.05.2005 | Прядильщица Барановичского производственного хлопчатобумажного объединения имени Ленинского Комсомола Белоруссии Министерства лёгкой промышленности Белорусской ССР, Брестская область | 02.07.1984      | легпром         | *Гомельская область  | [ ГС 8 ]  |
| 7  | Веленько Николай Леонтьевич          | 18.05.1898 — 27.01.1975 | *Бригадир полеводческой бригады совхоза «Вольно-Чернихово» Министерства совхозов Белорусской ССР, Городищенский район Барановичской области                                            | 30.03.1949      | сельхоз         | Барановичский район  | [ ГС 9 ]  |
| 8  | Вильчковский Богуслав Богданович     | 17.03.1928 — 27.11.1964 | Бывший председатель колхоза «Искра» Барановичского района Брестской области | 22.03.1966      | сельхоз         | Барановичский район  | [ ГС 10 ] |
| 9  | Волосюк Фёдор Константинович         | 18.01.1921 — 23.06.2000 | Председатель колхоза «XXI съезд КПСС» Кобринского района Брестской области | 22.03.1966      | сельхоз         | Жабинковский район   | [ ГС 11 ] |
| 10 | Горбацевич Прасковья Даниловна       | 10.03.1919 — 09.10.1999 | Главный врач участковой больницы Барановичского района Брестской области | 04.02.1969      | здравоохранение | *Минская область     | [ ГС 12 ] |
| 11 | Горошко Василий Моисеевич            | 01.02.1940 — 21.01.2021 | Главный агроном колхоза «Оснежицкий» Пинского района Брестской области | 29.03.1978      | сельхоз         | Пинский район        | [ ГС 13 ] |
| 12 | Гресь Василий Иосифович              | 13.02.1925 — 07.02.2007 | Водитель автомобиля Брестского автокомбината № 1 Министерства автомобильного транспорта Белорусской ССР                                                                                | 05.03.1976      | транспорт       | *Польша              | [ ГС 14 ] |
| 13 | Грицук Пётр Яковлевич                | 07.07.1927 — 20.09.2008 | Скотник колхоза «Родина» Дрогичинского района Брестской области | 22.03.1966      | сельхоз         | Дрогичинский район   | [ ГС 15 ] |
| 14 | Доменикан Николай Владимирович       | 01.03.1932 — 15.02.2012 | Первый секретарь Барановичского райкома Компартии Белоруссии, Брестская область | 05.12.1985      | госуправление   | *Минская область     | [ ГС 16 ] |
| 15 | Дубинка Михаил Калистратович         | 14.08.1937 — 05.09.2011 | Бригадир колхоза «Заря» Кобринского района Брестской области | 27.12.1976      | сельхоз         | Кобринский район     | [ ГС 17 ] |
| 16 | Дудук Александр Николаевич           | 27.01.1929 — 13.06.2009 | Директор совхоза-комбината «Мир» Барановичского района Брестской области | 07.07.1986      | сельхоз         | *Минская область     | [ ГС 18 ] |
| 17 | Дудчик Нина Петровна                 | 16.04.1923 — 30.05.2011 | Заведующая фермой крупного рогатого скота совхоза «Брестский» Брестского района Брестской области                                                                                      | 22.03.1966      | сельхоз         | Брестский район      | [ ГС 19 ] |
| 18 | Журбило Людмила Николаевна           | 20.03.1934 — 31.07.2019 | Бригадир колхоза «Оснежицкий» Пинского района Брестской области | 12.12.1973      | сельхоз         | Пинский район        | [ ГС 20 ] |
| 19 | Ильючик Степанида Филипповна         | 01.08.1912 — 18.06.2000 | Свинарка колхоза имени Жданова Дрогичинского района Брестской области | 18.01.1958      | сельхоз         | Дрогичинский район   | [ ГС 21 ] |
| 20 | Карпович (Сухоребская) Анна Ивановна | 01.01.1938 — 1981       | Птичница Городищенской птицефабрики Барановичского района Брестской области | 22.03.1966      | сельхоз         | Барановичский район  | [ ГС 22 ] |
| 21 | Керко Антонина Степановна            | 16.12.1925 — 12.10.2010 | Бригадир швейного участка Барановичской трикотажной фабрики Министерства лёгкой промышленности Белорусской ССР, Брестская область                                                      | 05.04.1971      | легпром         | *Польша              | [ ГС 23 ] |
| 22 | Ковалец Надежда Ивановна             | 03.08.1927 — 01.02.2000 | Учительница Большемалешевской средней школы, Столинский район Брестской области | 27.06.1978      | образование     | *Гомельская область  | [ ГС 24 ] |
| 23 | Козырь Владимир Семёнович            | 25.10.1922 — ????       | Председатель колхоза имени Ленина Пинского района Брестской области | 22.03.1966      | сельхоз         | *Херсонская область  | [ ГС 25 ] |
| 24 | Колбик (Бакунец) Нина Фёдоровна      | род. 03.01.1945         | Свинарка колхоза «17 сентября» Столинского района Брестской области | 22.03.1966      | сельхоз         | Столинский район     | [ ГС 26 ] |
| 25 | Кононович Любовь Ивановна            | 11.11.1932 — 21.08.2012 | Доярка колхоза «Оснежицкий» Пинского района Брестской области | 08.04.1971      | сельхоз         | Пинский район        | [ ГС 27 ] |
| 26 | Коховец Николай Петрович             | 30.01.1924 — 25.04.1998 | Звеньевой колхоза «Коммунар» Пинского района Брестской области | 30.04.1966      | сельхоз         | Пинский район        | [ ГС 28 ] |
| 27 | Кочерга Василий Михайлович           | 14.10.1904 — 05.10.1985 | *Звеньевой молочного совхоза «Вольно-Чернихово» Министерства совхозов СССР, Городищенский район Барановичской области                                                                  | 30.03.1949      | сельхоз         | *Гродненская область | [ ГС 29 ] |
| 28 | Кудинов Евгений Иванович             | 10.11.1929 — 19.09.2023 | Председатель колхоза «Рассвет» Пружанского района Брестской области | 17.08.1988      | сельхоз         | *Могилёвская область | [ ГС 30 ] |
| 29 | Кулаженко Алексей Николаевич         | 03.12.1923 — 03.02.2010 | Председатель колхоза имени Кирова Пинского района Брестской области | 30.04.1966      | сельхоз         | *Гомельская область  | [ ГС 31 ] |
| 30 | Кучур Лилия Семёновна                | 07.09.1936 — 05.04.2004 | Звеньевая колхоза «Победа» Барановичского района Брестской области | 12.12.1973      | сельхоз         | Барановичский район  | [ ГС 32 ] |
| 31 | Кушнеров Терентий Митрофанович       | 12.12.1919 — 07.10.2005 | Бригадир комплексной бригады строительного управления № 145 треста № 25 Министерства строительства Белорусской ССР, гор. Барановичи Брестской области                                  | 11.08.1966      | строительство   | *Гомельская область  | [ ГС 33 ] |
| 32 | Лесничая Екатерина Порфирьевна       | 23.07.1933 — 10.01.2022 | Доярка колхоза «Оснежицкий» Пинского района Брестской области | 22.03.1966      | сельхоз         | Пинский район        | [ ГС 34 ] |
| 33 | Лицкевич Татьяна Тихоновна           | 16.06.1931 — 28.02.2010 | Доярка экспериментальной базы «Вольно-Чернихово» Брестской областной сельскохозяйственной опытной станции                                                                              | 22.03.1966      | сельхоз         | Барановичский район  | [ ГС 35 ] |
| 34 | Мадалинский Степан Куприянович       | 03.01.1927 — 27.12.1979 | Кузнец Берёзовского районного объединения «Сельхозтехника» Брестской области | 23.06.1966      | сельхоз         | Берёзовский район    | [ ГС 36 ] |
| 35 | Макарчук Мария Григорьевна           | 11.07.1922 — ????       | Доярка экспериментальной базы «Белоусовщина» Брестской областной государственной сельскохозяйственной опытной станции                                                                  | 08.04.1971      | сельхоз         | *Польша              | [ ГС 37 ] |
| 36 | Малышко Виктор Антонович             | 10.08.1936 — 28.01.2009 | Тракторист-машинист колхоза «Октябрь» Ляховичского района Брестской области | 08.04.1971      | сельхоз         | Ляховичский район    | [ ГС 38 ] |
| 37 | Матюшко Ольга Константиновна         | 16.05.1915 — 1988       | Звеньевая колхоза имени Ломоносова Ляховичского района Брестской области | 30.04.1966      | сельхоз         | Ляховичский район    | [ ГС 39 ] |
| 38 | Махнович Василий Данилович           | 20.10.1924 — 2007       | Бригадир каменщиков строительного треста № 8 Министерства промышленного строительства СССР гор. Брест                                                                                  | 05.04.1971      | строительство   | Берёзовский район    | [ ГС 40 ] |
| 39 | Мацковский Абрам Аронович            | 20.07.1917 — 12.11.1978 | Председатель колхоза «Победа» Барановичского района Брестской области | 27.12.1976      | сельхоз         | *Могилёвская область | [ ГС 41 ] |
| 40 | Мелисевич Евгения Андреевна          | 22.11.1914 — 1987       | Доярка экспериментальной базы «Белоусовщина» Брестской областной сельскохозяйственной опытной станции, Пружанский район                                                                | 22.03.1966      | сельхоз         | Пружанский район     | [ ГС 42 ] |
| 41 | Мигай Григорий Николаевич            | 02.05.1927 — 04.06.2007 | Капитан-механик теплохода Верхне-Днепровского речного пароходства Главного управления речного флота при Совете Министров Белорусской ССР, Брестская область                            | 14.09.1966      | транспорт       | *Гомельская область  | [ ГС 43 ] |
| 42 | Мозоль Любовь Тихоновна              | 27.11.1923 — 31.01.2007 | Доярка колхоза «Оснежицкий» Пинского района Брестской области | 08.04.1971      | сельхоз         | Пинский район        | [ ГС 44 ] |
| 43 | Ничипорук Любовь Лукьяновна          | 12.04.1923 — 03.11.2012 | Доярка колхоза «Советская Белоруссия» Каменецкого района Брестской области | 22.03.1966      | сельхоз         | Брестский район      | [ ГС 45 ] |
| 44 | Осиюк Лидия Ивановна                 | 06.03.1920 — 1984       | Доярка колхоза имени Жданова Брестского района Брестской области | 18.01.1958      | сельхоз         | Брестский район      | [ ГС 46 ] |
| 45 | Палто Павел Семёнович                | 26.12.1929 — 25.12.2005 | Звеньевой механизированного звена колхоза «40 лет Октября» Ивановского района Брестской области                                                                                        | 31.12.1965      | сельхоз         | Ивановский район     | [ ГС 47 ] |
| 46 | Пацукевич София Нестеровна           | 08.08.1926 — 05.12.2008 | Свинарка колхоза «Заря коммунизма» Барановичского района Брестской области | 08.04.1971      | сельхоз         | Барановичский район  | [ ГС 48 ] |
| 47 | Поливко Иван Андреевич               | 27.01.1926 — 18.08.1975 | Машинист экскаватора Ивановского строительно-монтажного управления Брестского областного треста по производству мелиоративных работ                                                    | 30.04.1966      | мелиоводхоз     | Ивановский район     | [ ГС 49 ] |
| 48 | Притульчик Антонина Иосифовна        | род. 13.02.1935         | Свинарка колхоза «Искра» Пружанского района Брестской области | 22.03.1966      | сельхоз         | Пружанский район     | [ ГС 50 ] |
| 49 | Светлик Николай Людвигович           | 08.08.1904 — 07.02.1972 | *Звеньевой совхоза «Вольно-Чернихово» Министерства совхозов СССР, Городищенский район Барановичской области                                                                            | 30.03.1949      | сельхоз         | Барановичский район  | [ ГС 51 ] |
| 50 | Седляр Михаил Васильевич             | 13.10.1920 — 04.02.2008 | Бригадир колхоза «Заветы Ленина» Столинского района Брестской области | 23.06.1966      | сельхоз         | Столинский район     | [ ГС 52 ] |
| 51 | Середич Иван Михайлович              | 13.03.1928 — 24.02.2007 | Звеньевой механизированного звена колхоза имени Кирова Пинского района Брестской области                                                                                               | 31.12.1965      | сельхоз         | Пинский район        | [ ГС 53 ] |
| 52 | Скакун Галина Фёдоровна              | 10.10.1943 — 25.03.2022 | Оператор машинного доения колхоза имени Жданова Брестского района Брестской области | 17.08.1988      | сельхоз         | Брестский район      | [ ГС 54 ] |
| 53 | Соколов Ефрем Евсеевич               | 25.04.1926 — 03.04.2022 | Первый секретарь Брестского областного комитета Компартии Белоруссии | 18.04.1986      | госуправление   | *Могилёвская область | [ ГС 55 ] |
| 54 | Соколюк Татьяна Антоновна            | 23.04.1932 — 28.01.2009 | Свинарка колхоза «Заря» Кобринского района Брестской области | 08.04.1971      | сельхоз         | Кобринский район     | [ ГС 56 ] |
| 55 | Степченко Владимир Афанасьевич       | 20.08.1920 — 15.12.1996 | Председатель колхоза «Новое Полесье» Лунинецкого района Брестской области | 23.06.1966      | сельхоз         | *Гомельская область  | [ ГС 57 ] |
| 56 | Третьяк Генрих Михайлович            | 29.06.1937 — 22.01.2024 | Председатель колхоза имени Ломоносова Ляховичского района Брестской области | 17.08.1988      | сельхоз         | Ляховичский район    | [ ГС 58 ] |
| 57 | Фадеев Фёдор Григорьевич             | 26.06.1926 — 23.06.2023 | Машинист паровоза локомотивного депо Брест-Восточный Белорусской железной дороги, Брестская область                                                                                    | 01.08.1959      | транспорт       | *Челябинская область | [ ГС 59 ] |
| 58 | Цебрук Алексей Александрович         | 20.02.1924 — 10.02.2005 | Тракторист совхоза «Малеч» Берёзовского района Брестской области | 12.12.1973      | сельхоз         | Берёзовский район    | [ ГС 60 ] |
| 59 | Шаповал Виктор Павлович              | 30.03.1936 — 06.1994    | Машинист экскаватора Ганцевичского строительно-монтажного управления треста «Пинскводстроймеханизация» Министерства мелиорации и водного хозяйства Белорусской ССР, Брестская область  | 10.03.1976      | мелиоводхоз     | Пружанский район     | [ ГС 61 ] |
| 60 | Шикунец Ольга Сильвестровна          | 21.04.1937 — 30.07.2000 | Телятница колхоза Столинского района Брестской области | 22.03.1966      | сельхоз         | Столинский район     | [ ГС 62 ] |
| 61 | Шпаковская Таисия Васильевна         | 25.06.1936 — 05.12.2005 | Доярка колхоза «Оснежицкий» Пинского района Брестской области | 22.03.1966      | сельхоз         | Пинский район        | [ ГС 63 ] |
| 62 | Янковский Иван Дмитриевич            | 09.09.1924 — 27.03.2009 | Председатель колхоза «40 лет Октября» Столинского района Брестской области | 30.04.1966      | сельхоз         | *Витебская область   | [ ГС 64 ] |

## Уроженцы Брестской области, удостоенные звания Героя Социалистического Труда в других регионах СССР
| №  | Фамилия, имя, отчество          | Даты жизни              | Деятельность | Дата присвоения | Отрасль        | Место рождения      | ГС        |
| -- | ------------------------------- | ----------------------- | --- | --------------- | -------------- | ------------------- | --------- |
| 1  | Антошук Роман Фомич             | 15.05.1925 — 02.07.2005 | Звеньевой проходчиков рудника «Маяк» Норильского горно-металлургического комбината имени А. П. Завенягина Министерства цветной металлургии СССР, Красноярский край                                            | 29.12.1973      | металлургия    | Пинский район       | [ ГС 1 ]  |
| 2  | Бармута Владимир Иванович       | род. 29.07.1939         | Капитан-директор большого рыболовного траулера «Мыс Сенявина» Сахалинского производственного объединения рыбной промышленности Министерства рыбного хозяйства СССР, гор. Невельск Сахалинской области         | 12.05.1977      | рыбпром        | Пружанский район    | [ ГС 2 ]  |
| 3  | Василюк Иван Яковлевич          | 1912 — ????             | Первый секретарь Старо-Полтавского райкома КПСС, Сталинградская область | 20.11.1958      | госуправление  | Брестский район     | [ ГС 3 ]  |
| 4  | Величко Даниил Наумович         | 13.12.1893 — 14.05.1967 | Старший табунщик колхоза «Заря» Баян-Аульского района Павлодарской области | 23.07.1948      | сельхоз        |                     | [ ГС 4 ]  |
| 5  | Гарус Александр Григорьевич     | 14.09.1929 — ????       | Горнорабочий очистного забоя шахты № 1—2 «Горская» треста «Первомайскуголь» комбината «Луганскуголь» Министерства угольной промышленности Украинской ССР, Луганская область                                   | 29.06.1966      | углепром       | Пружанский район    | [ ГС 5 ]  |
| 6  | Готовчиц Константин Адамович    | 25.12.1932 — 08.10.2002 | Бригадир комплексной бригады треста «Дальметаллургстрой» Главвладивостокстроя Министерства строительства РСФСР, гор. Дальнегорск Приморского края                                                             | 09.03.1966      | строительство  | Ляховичский район   | [ ГС 6 ]  |
| 7  | Гребень Леонид Кондратьевич     | 18.08.1888 — 10.07.1980 | Старший научный сотрудник — консультант по свиноводству и овцеводству Украинского института животноводства степных районов имени М. Ф. Иванова ВАСХНИЛ («Аскания-Нова»), академик ВАСХНИЛ, Херсонская область | 17.08.1968      | наука          | Каменецкий район    | [ ГС 7 ]  |
| 8  | Дубенко Василий Фёдорович       | 1917 — 20.09.1979       | Комбайнер Лопатинской МТС Курганской области | 14.05.1951      | сельхоз        | Кобринский район    | [ ГС 8 ]  |
| 9  | Казусик Александр Михайлович    | 12.11.1938 — 27.09.2014 | Механизатор колхоза имени Калинина Первомайского района Крымской области | 08.12.1973      | сельхоз        | Каменецкий район    | [ ГС 9 ]  |
| 10 | Калыско Павел Лаврентьевич      | 11.07.1896 — 31.10.1972 | Бригадир полеводческой бригады совхоза имени 10 лет БССР Министерства совхозов СССР, Любаньский район Бобруйской области                                                                                      | 24.04.1948      | сельхоз        | Ивановский район    | [ ГС 10 ] |
| 11 | Кирикович Александр Григорьевич | 25.10.1927 — 08.01.2006 | Проходчик шахтостроительного управления № 1 треста «Бокситострой», Свердловская область | 11.08.1966      | строительство  | Пинский район       | [ ГС 11 ] |
| 12 | Климчук Трофим Степанович       | 17.02.1899 — ????       | Председатель колхоза имени Ленина Кантского района Киргизской ССР | 31.12.1965      | сельхоз        | Каменецкий район    | [ ГС 12 ] |
| 13 | Машковский Михаил Давыдович     | 01.03.1908 — 04.06.2002 | Заведующий лабораторией Всесоюзного научно-исследовательского химико-фармацевтического института имени Серго Орджоникидзе, академик Академии медицинских наук СССР, гор. Москва                               | 30.04.1991      | наука          | Пинский район       | [ ГС 13 ] |
| 14 | Охремчик Аркадий Васильевич     | 03.03.1907 — 30.08.1981 | Начальник Куйбышевской железной дороги, Куйбышевская область | 01.08.1959      | транспорт      | Дрогичинский район  | [ ГС 14 ] |
| 15 | Пальчук Степан Николаевич       | 01.06.1942 — 01.10.1998 | Командир мостового полка железнодорожных войск, полковник | 05.02.1981      | транспорт      | Брестский район     | [ ГС 15 ] |
| 16 | Панькова Елена Даниловна        | 21.05.1914 — 08.11.1964 | Электросварщица Гомельского вагонного депо Белорусской железной дороги | 07.03.1960      | транспорт      | Лунинецкий район    | [ ГС 16 ] |
| 17 | Першукевич Иван Петрович        | 12.02.1912 — 25.12.1980 | Паровозный машинист депо Кемь Кировской железной дороги, Карело-Финская АССР | 05.11.1943      | транспорт      | Барановичский район | [ ГС 17 ] |
| 18 | Плавский Иосиф Иосифович        | 20.12.1935 — 03.10.2011 | Председатель колхоза «Память Ленина» Клецкого района Минской области | 08.04.1971      | сельхоз        | Ляховичский район   | [ ГС 18 ] |
| 19 | Полховский Павел Фролович       | 03.07.1937 — 21.12.2001 | Бригадир шофёров автотранспортного управления Красноярскгэсстроя Министерства энергетики и электрификации СССР, Красноярский край                                                                             | 01.06.1973      | энергетика     | Пинский район       | [ ГС 19 ] |
| 20 | Почкайлов Михаил Иванович       | 14.12.1933 — 09.04.2011 | Начальник комбината «Ждановстрой» Министерства строительства предприятий тяжёлой индустрии СССР, Донецкая область                                                                                             | 26.12.1973      | строительство  | Ляховичский район   | [ ГС 20 ] |
| 21 | Саленик Константин Павлович     | 20.08.1931 — 08.05.2011 | Шлифовщик Минского завода автоматических линий Министерства станкостроительной и инструментальной промышленности СССР                                                                                         | 05.04.1971      | станкостроение | Ивацевичский район  | [ ГС 21 ] |
| 22 | Сенько Илья Петрович            | 05.05.1940 — 04.12.2017 | Председатель колхоза «Путь к коммунизму» Гродненского района Гродненской области | 07.07.1986      | сельхоз        | Барановичский район | [ ГС 22 ] |
| 23 | Сенько Фёдор Петрович           | 06.04.1936 — 23.04.2020 | Председатель колхоза «Прогресс» Гродненского района Гродненской области | 08.04.1971      | сельхоз        | Барановичский район | [ ГС 23 ] |
| 24 | Тарасевич Иван Фёдорович        | 20.10.1905 — 12.11.1987 | Первый секретарь Гуляй-Польского райкома Компартии Украины, Запорожская область | 26.02.1958      | госуправление  | Малоритский район   | [ ГС 24 ] |
| 25 | Трофимук Андрей Алексеевич      | 16.08.1911 — 24.03.1999 | Главный геолог треста «Башнефть» Народного комиссариата нефтяной промышленности СССР, Башкирская АССР | 24.01.1944      | нефтепром      | Кобринский район    | [ ГС 25 ] |
| 26 | Шапошник Борис Львович          | 17.12.1902 — 12.09.1985 | Главный конструктор СКБ-1 Минского автомобильного завода Министерства автомобильной промышленности СССР | 07.03.1973      | машиностроение | Пинский район       | [ ГС 26 ] |
| 27 | Ширма Григорий Романович        | 21.01.1892 — 23.03.1978 | Председатель правления Союза композиторов Белорусской ССР, народный артист СССР, гор. Минск | 02.02.1977      | культура       | Пружанский район    | [ ГС 27 ] |
| 28 | Ярмошевич Григорий Николаевич   | 21.01.1928 — 13.05.2013 | Первый горновой Нижнетагильского металлургического комбината имени В. И. Ленина Министерства чёрной металлургии СССР, Свердловская область                                                                    | 22.03.1966      | металлургия    |                     | [ ГС 28 ] |

## Герои Социалистического Труда, прибывшие в Брестскую область на постоянное проживание из других регионов
| № | Фамилия, имя, отчество     | Даты жизни              | Деятельность                                                                                          | Дата присвоения | Отрасль | Место проживания    | ГС       |
| - | -------------------------- | ----------------------- | --- | --------------- | ------- | ------------------- | -------- |
| 1 | Гецман Анисья Фоминична    | 10.08.1915 — 30.11.1999 | Звеньевая колхоза имени Ворошилова Столбцовского района Барановичской области                         | 29.08.1950      | сельхоз | Барановичский район | [ ГС 1 ] |
| 2 | Колола Прасковья Лазаревна | 20.03.1895 — 23.08.1976 | Звеньевая колхоза «Большевик» Любчанского района Барановичской области                                | 28.03.1949      | сельхоз | Барановичский район | [ ГС 2 ] |
| 3 | Попова Анастасия Макаровна | 23.01.1906 — 28.07.1989 | Звеньевая полеводческой бригады колхоза «20 лет Октября» Сватовского района Ворошиловградской области | 19.04.1949      | сельхоз | Пружанский район    | [ ГС 3 ] |